# Ivan Hilgert
Ivan Hilgert (1962) es un deportista checoslovaco que compitió en piragüismo en la modalidad de eslalon. Ganó una medalla de bronce en el Campeonato Mundial de Piragüismo en Eslalon de 1983, en la prueba de K1 por equipos.
Su esposa Marcela Košťálová, su hermano Luboš, su cuñada Štěpánka Hilgertová, su hija Amálie y su sobrino Luboš compitieron en el mismo deporte.

## Palmarés internacional
| Campeonato Mundial | Campeonato Mundial | Campeonato Mundial | Campeonato Mundial |
| Año                | Lugar              | Medalla            | Competición        |
| ------------------ | ------------------ | ------------------ | ------------------ |
| 1983               | Merano (Italia)    | Medalla de bronce  | K1 por equipos     |